# Hans Unander
Hans Erik Unander, född 20 augusti 1970 i Malung, är en svensk politiker (socialdemokrat), som var ordinarie riksdagsledamot 2009–2010 och 2014–2017 (även statsrådsersättare 2002–2004 samt ersättare 2008–2009 och 2013), invald för Dalarnas läns valkrets. Han är kommunalråd i Malung-Sälens kommun sedan 2017.

## Biografi
Unander föddes som son till Sven-Erik Unander och Ulla Marianne Unander (född Albertsson).

### Politiker karriär
Unander var ersättare i riksdagen från 2002 och 2004 samt från 22 oktober 2008 till 31 januari 2009. Den 14 juli 2009 blev han ordinarie riksdagsledamot sedan partikamraten Marita Ulvskog blivit Europaparlamentariker och avgått som ledamot i Sveriges riksdag.
Unander är sedan 2017 kommunalråd i Malung-Sälens kommun. Han har bland annat ställt sig kritisk till de långa handläggningstiderna hos Lantmäteriet och då föreslagit att Malung-Sälens kommun borde bli en egen kommunal lantmäterimyndighet.

### Kritik
I oktober 2020 efter att Malung-Sälens kommun folkomröstat om en vindkraftspark på Ripfjället har Unander enligt kritiker tolkat valresultat problematiskt. Enligt egna utsagor tror sig Unander veta att de som avstod från att rösta i folkomröstningen skulle ha röstat på hans förslag.